# 가슴에 빛나는 별
가슴에 빛나는 별(The Tin Star)은 미국에서 제작된 안소니 만 감독의 1957년 서부 영화이다. 헨리 폰다 등이 주연으로 출연하였고 윌리암 펄버그 등이 제작에 참여하였다.

## 출연

### 주연
- 헨리 폰다
- 안소니 퍼킨스

### 조연
- 벳시 팔머
- 미켈 레이
- 네빌 브랜드
- 존 맥킨타이어
- 메리 웹스터
- 피터 볼드윈
- 리처드 섀넌
- 리 밴 클리프
- 제임스 벨
- 하워드 페트리
- 러셀 심슨
- 할 K. 도슨
- 믹키 핀

## 제작진
- 의상: 에디스 헤드